# Budapester glagolitisches Fragment
Budapester glagolitisches Fragment ist die Bezeichnung für zwei kleine Teile einer Pergamenthandschrift in altkirchenslawischer Sprache in glagolitischer Schrift aus dem späten 11. oder 12. Jahrhundert aus Bulgarien, wahrscheinlich aus der Schule von Preslaw.
Sie enthalten Textausschnitte einer Heiligenbeschreibung (eines Homiliars oder Legendariars?) des frühchristlichen Heiligen Simeon Stylites.
Die Fragmente sind 5,2–5,4 × 9 cm und 4,6 × 8,3–8,5 cm groß und mit runden Glagoliza beschrieben. Die Sprache weist serbokroatische Einflüsse auf.
Die Fragmente befinden sich heute in der Ungarischen Nationalbibliothek in Budapest, Signatur Vet. Slav. Duod. 2.